# Neobus
A San Marino Neobus é uma empresa brasileira fabricante de ônibus, localizada em Caxias do Sul, no estado do Rio Grande do Sul.

## História
Apesar de ter sido fundada oficialmente em 1996, em Guarulhos, sua história remonta na verdade a época da Ciferal Paulista, empresa criada a partir da dissidência da empresa-mãe Ciferal em 1978, que depois foi renomeada para Condor em 1981 e posteriormente Thamco em 1985, passando finalmente a Neobus 11 anos depois. Em 1999, foi incorporada pela empresa San Marino Implementos, que produzia componentes para a indústria automobilística, passando a se chamar San Marino Neobus, e se instalou em Caxias do Sul.
Em 2012, foi construída uma nova fabrica na cidade de Três Rios no estado do Rio de Janeiro com capacidade de produzir 30 ônibus ao dia e o investimento total foi de R$ 90 milhões e irá gerar 1.200 empregos, em 2011 a Neobus faturou R$ 500 milhões e pretende dobrar seu faturamento até 2015.
A Marcopolo assinou uma carta de intenção com a L&M Incorporadora, que controla a Neobus, que prevê a compra das ações remanescentes, assim, a Marcopolo terá o controle total da Neobus, elevando sua participação dos atuais 45%, para a totalidade do capital ao incorporar a fatia de 55% da L&M.
De acordo com informações da empresa, a linha rodoviária New Road N10 foi descontinuada em 2017.
Em 11 de março de 2022, a Marcopolo anunciou o retorno da razão social "Ciferal Indústria de Ônibus Ltda". Já a razão social "San Marino Indústria de Ônibus Ltda" será extinta a partir de 31 de março de 2022. O nome fantasia Neobus será mantido, segundo a empresa. Não foi divulgado até o presente momento, se novos modelos de carrocerias serão fabricados, nem se os modelos atuais da San Marino serão descontinuados. 

## Modelos atuais

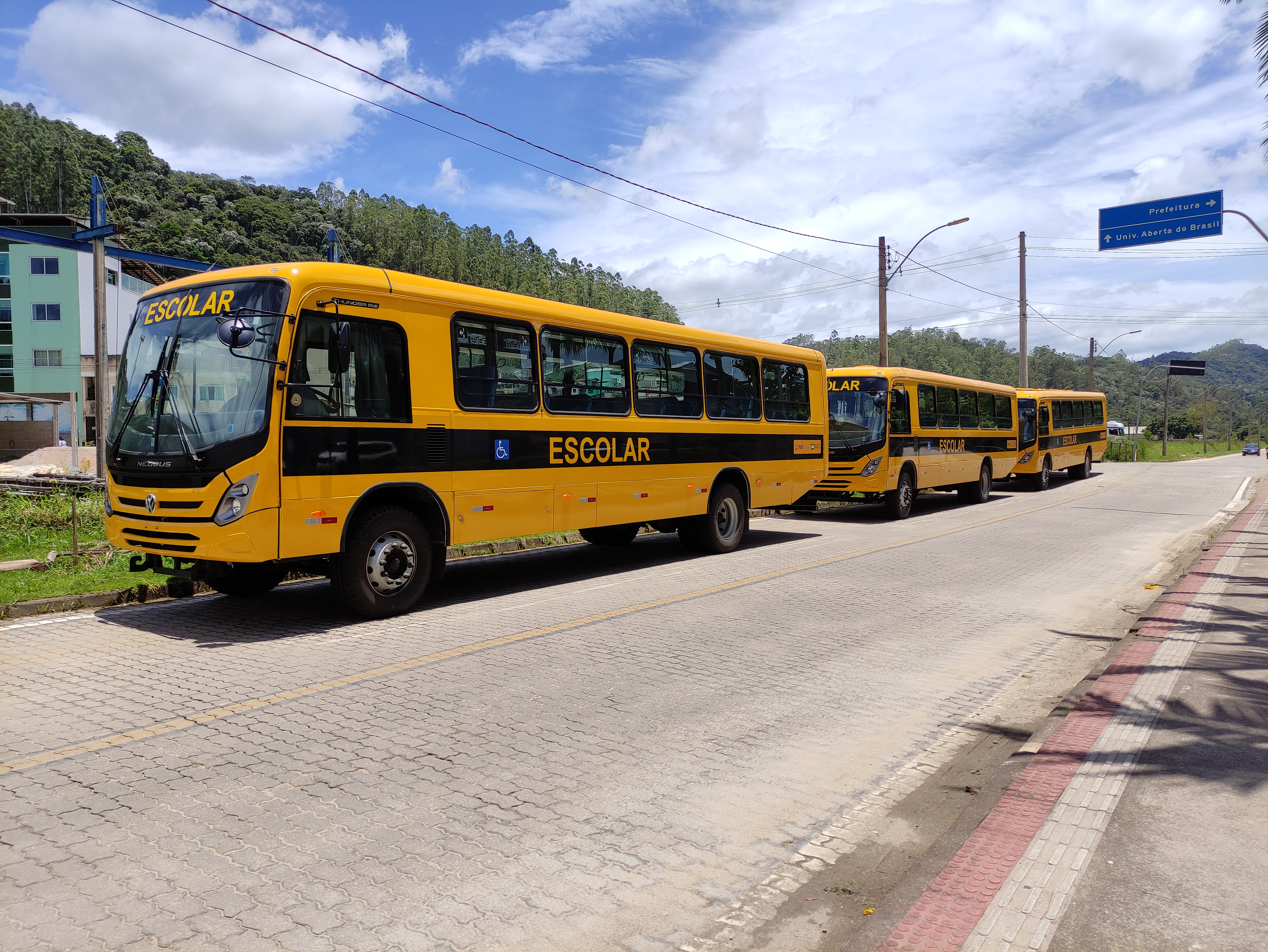
Thunder Midi, modelo Neobus em 2022. Vargem Alta, ES.

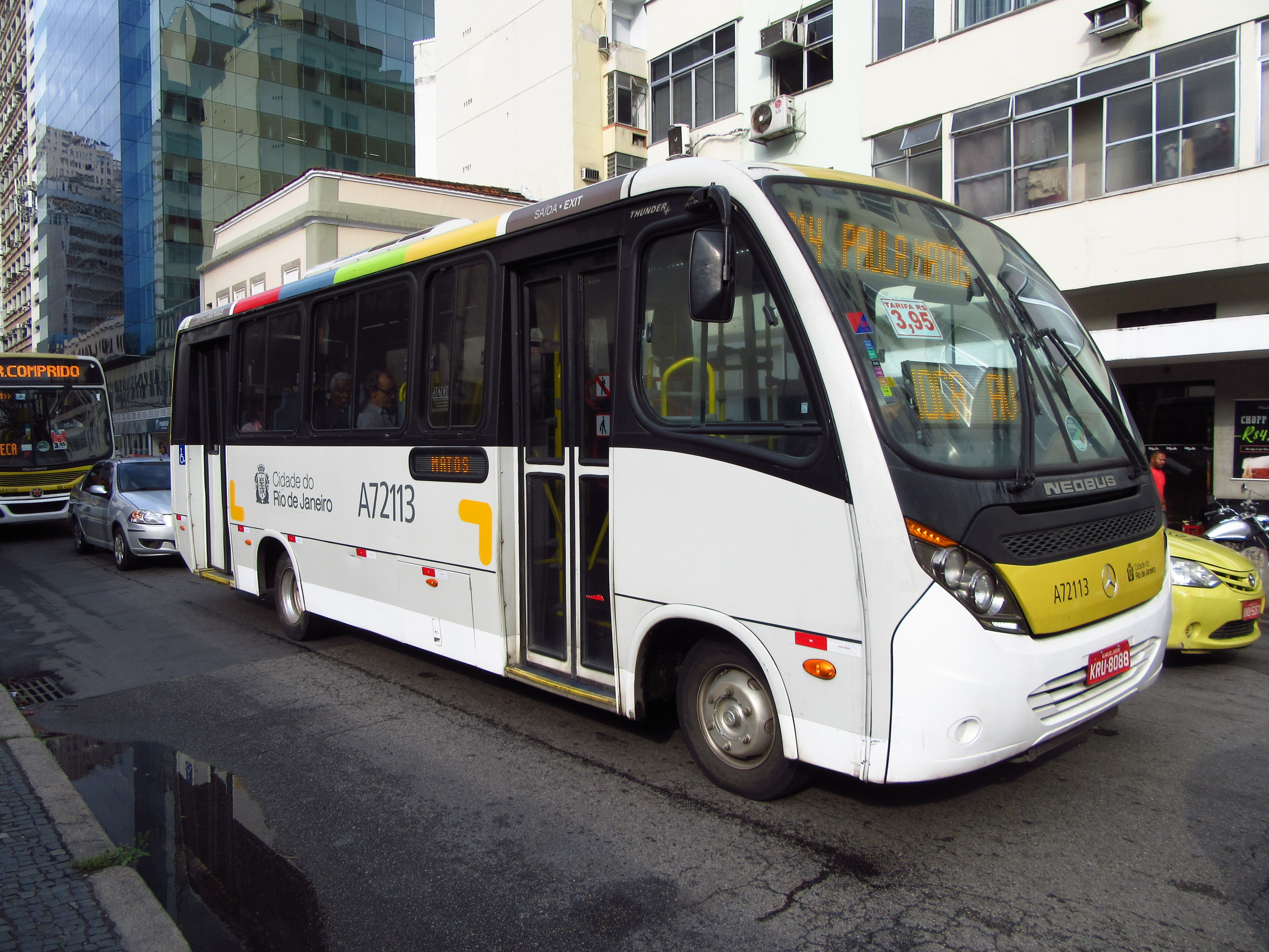
Thunder + II, descontinuado em 2021

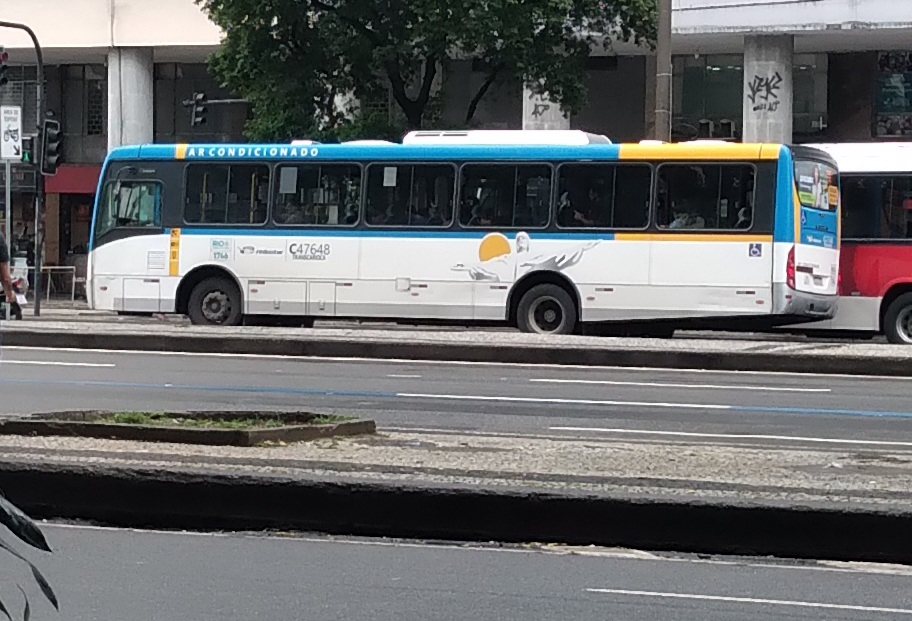
Neobus (Marcopolo) New Mega, descontinuado em 2021

### Midis
- Thunder Midi Ore I (2021 - presente)

### Micros
- Thunder Onurea PA (2021 - presente)

## Modelos extintos

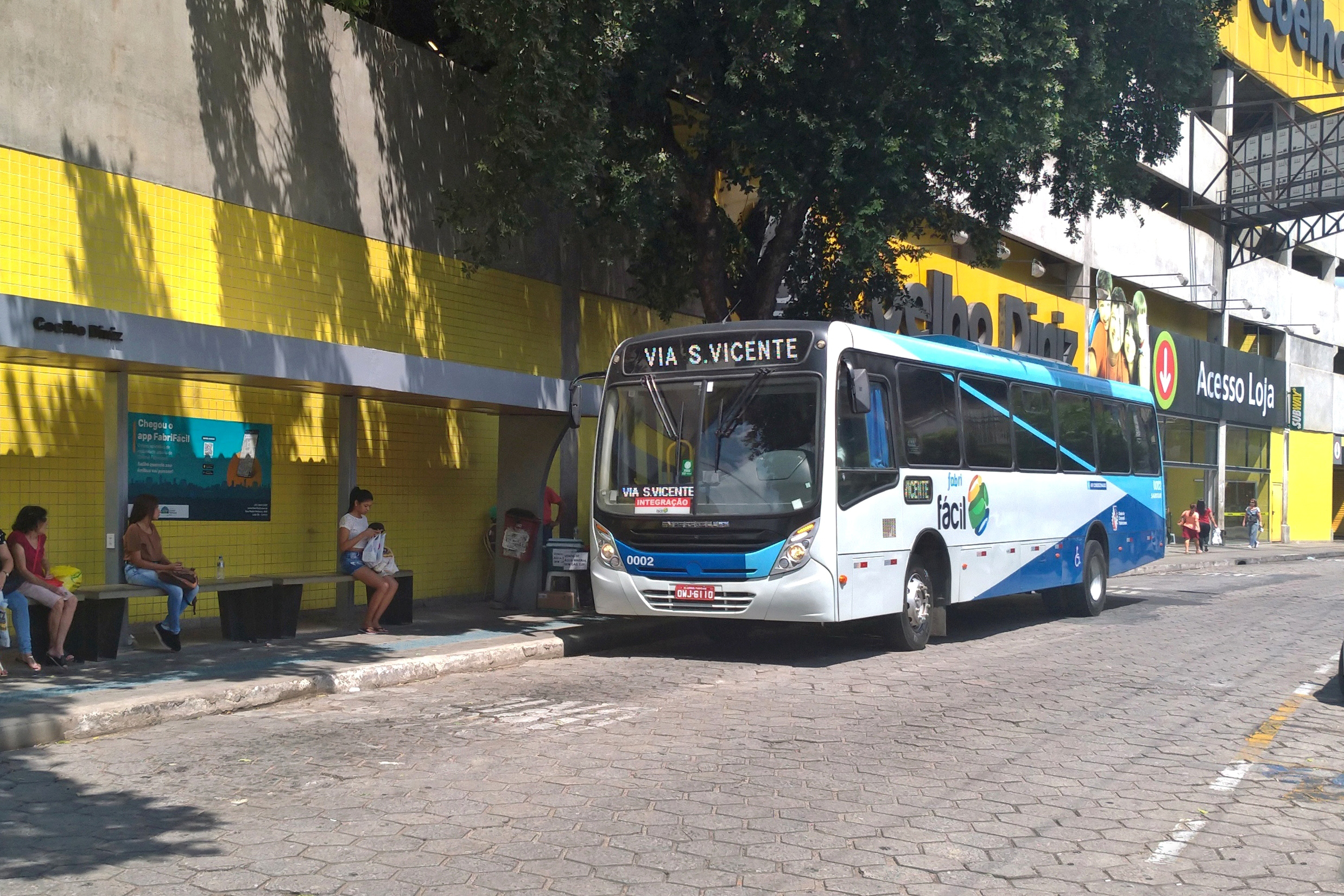
Mega Plus, descontinuado em 2018.

### Rodoviários
- Spectrum Road 330 (2006 - 2014)
- Spectrum Road 350 (2008 - 2014)
- Spectrum Road 370 (2008 - 2014)
- New Road 340 N10 (2014 - 2018)
- New Road 360 N10 (2013 - 2018)
- New Road 380 N10 (2013 - 2018)
- New Road 380 N10S (2017)
- New Road N10 DD (2017)

### Urbanos
- Mega 1996 (1996 - 2000)
- Mega Evolution (1997 - 1999)
- Mega 2000 (1999 - 2004)
- Mega 2004 (2002 - 2006)
- Mega 2006 (2005 - 2013)
- Mega BRT (2010 - 2015)
- Mega BRS (2011 - 2015)
- Mega Plus (2013 - 2018)
- Mega BRT II (2016 - 2018)
- Mega Plus Articulado (2016 - 2018)
- New Mega (2018 - 2021)

### Midis
- Spectrum City (2006 - 2014)

### Intermunicipais
- Spectrum (2002 - 2006)
- Spectrum Intercity (2004 - 2018)
- Spectrum 325 (2018 - 2021)

### Micros
- Thunder Evolution (1997 - 1999)
- Thunder (2002 - 2006)
- Thunder Boy (2002 - 2005)
- CityClass (2003 - 2012)
- Thunder Plus (2005 - 2016)
- Thunder + (2005 - 2016)
- Thunder + II (2016 - 2021)